# Фрессанкур
Фрессанку́р (фр. Fressancourt) — коммуна во Франции, находится в регионе Пикардия. Департамент коммуны — Эна. Входит в состав кантона Тернье. Округ коммуны — Лан.
Код INSEE коммуны — 02335.

## Население
Население коммуны на 2010 год составляло 210 человек.
| 1962 | 1968 | 1975 | 1982 | 1990 | 1999 | 2010 |
| ---- | ---- | ---- | ---- | ---- | ---- | ---- |
| 162  | 167  | 134  | 138  | 163  | 184  | 210  |

## Экономика
В 2010 году среди 151 человека трудоспособного возраста (15—64 лет) 100 были экономически активными, 51 — неактивными (показатель активности — 66,2 %, в 1999 году было 64,6 %). Из 100 активных жителей работали 82 человека (45 мужчин и 37 женщин), безработных было 18 (8 мужчин и 10 женщин). Среди 51 неактивных 18 человек были учениками или студентами, 14 — пенсионерами, 19 были неактивными по другим причинам.